# Prix des Deux Magots
Le Prix des Deux Magots ist ein französischer Literaturpreis, der seit 1933 vergeben wird.

## Geschichte
Der Preis wurde erstmals 1933 auf der Terrasse des Cafés Les Deux Magots durch den Schriftsteller Roger Vitrac und eine Bibliothekarin überreicht. Die Feierlichkeit fand am selben Tag statt, an dem André Malraux den Prix Goncourt erhielt.
Der Preis ist aktuell mit 7750 € dotiert und wurde in den Jahren 1939, 1940, 1943 und 1945 nicht vergeben. Seit 1990 gibt es ein japanisches Pendant, den Bunkamura Prix des Deux Magots.

## Preisträger
- 1933: Raymond Queneau – Le Chiendent
- 1934: Georges Ribemont-Dessaignes – Monsieur Jean ou l’Amour absolu
- 1935: Jacques Baron – Charbon de Mer
- 1936: Michel Matveev – Étrange Famille
- 1937: Georges Pillement – Plaisir d’Amour
- 1938: Pierre Jean Launay – Léonie la Bienheureuse
- 1939: (nicht vergeben)
- 1940: (nicht vergeben)
- 1941: J.M. Aimot – Nos mitrailleuses n’ont pas tiré
- 1942: Olivier Séchan – les Corps ont soif
- 1943: (nicht vergeben)
- 1944: Jean Milo – l’Esprit de famille
- 1945: (nicht vergeben)
- 1946: Jean Loubes – le Regret de Paris
- 1947: Paule Malardot – l’Amour aux deux visages
- 1948: Yves Malartic – Au pays du bon Dieu
- 1949: Christian Coffinet – Autour de Chérubine
- 1950: Antoine Blondin – l’Europe buissonnière
- 1951: Jean Masarès – le Pélican dans le désert
- 1952: René-Jean Clot – le Poil de la Bête
- 1953: Albert Simonin – Touchez pas au grisbi
- 1954: Claude Cariguel – S
- 1955: Pauline Réage – Histoire d’O
- 1956: René Hardy – Amère Victoire
- 1957: Willy de Spens – Grain de Beauté
- 1958: Michel Cournot – le Premier Spectateur
- 1959: Henri-François Rey – la Fête espagnole
- 1960: Bernard-G. Landry – Aide-mémoire pour Cécile
- 1961: Bernard Jourdan – Saint-Picoussin
- 1962: Loys Masson – le Notaire des noirs
- 1963: Jean Gilbert – l’Enfant et le Harnais
- 1964: Clément Lépidis – la Rose de Büyükada
- 1965: Fernand Pouillon – Les pierres sauvages
- 1966: Michel Bataille – Une pyramide sur la mer
- 1967: Solange Fasquelle – l’Air de Venise
- 1968: Guy Sajer – Le Soldat oublié
- 1969: Elvire de Brissac – À Pleur-Joie
- 1970: Roland Topor – Joko fête son anniversaire
- 1971: Bernard Frank – Un siècle débordé
- 1972: Alain Chedanne – Shit, Man
- 1973: Michel del Castillo – Le Vent de la nuit
- 1974: André Hardellet – les Chasseurs Deux
- 1975: Geneviève Dormann – le Bateau du courrier
- 1976: François Coupry – Mille pattes sans tête
- 1977: Inès Cagnati – Génie la folle
- 1978: Sébastien Japrisot – L’été meurtrier
- 1979: Catherine Rihoit – le Bal des débutantes
- 1980: Roger Garaudy – l’Appel des vivants
- 1981: Raymond Abellio – Sol Invictus
- 1982: François Weyergans – Macaire le Copte
- 1983: Michel Haas – la Dernière Mise à mort
- 1984: Jean Vautrin – Patchwork
- 1985: Arthur Silent – Mémoires minuscules
- 1986: aufgeteilt:
  - Éric Deschodt – Eugénie les larmes aux yeux
  - Michel Breitman – Témoin de poussière
- 1987: Gilles Lapouge – La Bataille de Wagram
- 1988: Henri Anger – la Mille et Unième Rue
- 1989: Marc Lambron – l’Impromptu de Madrid
- 1990: Olivier Frébourg – Roger Nimier
- 1991: Jean-Jacques Pauvert – Sade
- 1992: Bruno Racine – Au péril de la mer
- 1993: Christian Bobin – Le Très-Bas
- 1994: Christophe Bataille – Annam
- 1995: Pierre Charras – Monsieur Henry
- 1996: Éric Neuhoff – Barbe à Papa
- 1997: Ève de Castro – Nous serons comme des Dieux
- 1998: aufgeteilt:
  - Daniel Rondeau – Alexandrie
  - Éric Faye – Je suis le gardien du phare
- 1999: Marc Dugain – La chambre des officiers
- 2000: Philippe Hermann – La vraie joie
- 2001: François Bizot – Le portail
- 2002: Jean-Luc Coatalem – Je suis dans les mers du Sud
- 2003: Michka Assayas – Exhibition
- 2004: Adrien Goetz – La dormeuse de Naples
- 2005: Gérard Oberlé – Retour à Zornhof (Grasset)
- 2006: Jean-Claude Pirotte – Une adolescence en Gueldre (Table Ronde)
- 2007: Stéphane Audeguy – Fils unique
- 2008: Dominique Barberis – Quelque chose à cacher
- 2009: Bruno de Cessole – L’heure de la fermeture dans les jardins d’Occident
- 2010: Bernard Chapuis – Le rêve entouré d’eau
- 2011: Anthony Palou – Fruits et Légumes
- 2012: Michel Crépu – Le Souvenir du monde
- 2013: Pauline Dreyfus – Immortel, enfin
- 2014: Étienne de Montety – La route du salut2
- 2015: Serge Joncour – L’Écrivain national
- 2016: Pierre Adrian – La Piste Pasolini
- 2017: Kéthévane Davrichewy – L’autre Joseph
- 2018: Julie Wolkenstein – Les Vacances
- 2019: Emmanuel de Waresquiel – Le Temps de s’en apercevoir
- 2020: Jérôme Garcin – Le Dernier Hiver du Cid
- 2021: Emmanuel Ruben – Sabre
- 2022: Louis-Henri de La Rochefoucauld – Châteaux de sable
- 2023: Guy Boley – À ma sœur et unique